# Jenna Dewan
Jenna Lee Dewan (Hartford, Connecticut, 3. prosinca 1980.), je američka glumica.

## Životopis
Dewan je rođena kao kći od Nancy Lee i Darryll Dewan. Njezini roditelji su se rastali kad je ona bila mala i njezina majka se udala za Claude Brooks Smith. Tijekom njezinog školovanja u Grapevine High School u Texasu, Jenna je bila navijačica i osvojila je mnogo plesnih nagrada na natjecanjima. Maturirala je 1999. godine. 

## Karijera
Prije nego što je počela glumiti u filmovima, bila je plesačica, nastupila je u mnogim spotovima poznatih pjevača kao što su: Justin Timberlake, Sean Combs, Toni Braxton, Celine Dion, Pink, Missy Elliott, Ricky Martin, Billy Crawford i Janet Jackson.
Prva značajnija uloga je u filmu Tamara. Drugi filmovi u kojima je glumila su: Waterborne, Take the Lead, Step Up, The Grudge 2. 

## Vanjske poveznice
- Jenna Dewan u internetskoj bazi filmova IMDb-u (engl.)